# Jerry Haynes
Jerome Martin "Jerry" Haynes (31 de enero de 1927 - 26 de septiembre de 2011) fue un actor estadounidense de Dallas (Texas). Es más conocido por el nombre de su personaje Mr. Peppermint, que ha interpretado durante 30 años para uno de los programas infantiles más longevos de la televisión estadounidense, "Mr. Peppermint", entre 1961-1969 (retitulado como "Peppermint Place" en su segunda etapa, entre 1975-1996). Ha sido igualmente una presencia habitual en teatros locales y regionales y ha aparecido en más de 50 películas. Graduado en 1944 en el Woodrow Wilson High School de Dallas, es también el padre del músico y cantante Gibby Haynes, de los Butthole Surfers.

## Carrera interpretativa

### La época de "Mr. Peppermint"
Haynes arrancó su carrera con su más célebre personaje en 1961, caracterizado con una chaqueta a rayas rojas y blancas, un sombrero de copa y una varita mágica de dulce. El show original fue emitido durante nueve años en directo, y aglomeraba una gran variedad de contenidos, desde los diálogos de Mr. Peppermint con marionetas a dibujos animados o lecciones de francés.
Al poco de comenzar con este programa, un azar del destino convirtió a Haynes en la primera persona en informar en televisión sobre el asesinato de John F. Kennedy, aparición en la que le acompañaba el director de su programa, Jay Watson. Los dos habían asistido a la visita y el desfile del presidente, y oyeron los disparos mortales después de que la comitiva presidencial hubiese doblado la esquina de Elm Street. Apresuradamente localizaron algunos testigos presenciales, y las entrevistas consiguientes fueron emitidas casi inmediatamente:

Corrí tres manzanas de vuelta hacia la estación, y Jay ya había encontrado a algunos testigos que me presentó. Él y yo fuimos los primeros en informar en directo sobre el terrible momento en la televisión local. Fui a casa esa noche, y Doris y yo reunimos a los niños y discutimos con ellos lo mejor que se pudo. No hubo más referencias a lo ocurrido en el Mr. Peppermint de la siguiente semana. No me sentía cualificado como para aconsejar a los espectadores sobre ello. Simplemente nos comportamos de una manera discreta y respetuosa".
Jarry Haynes, sobre el asesinato de Kennedy.

Durante estos primeros años, el show empezaba a las 7:30 de la mañana y duraba una hora, compitiendo en su última mitad con la emisión nacional de la CBS, "Captain Kangaroo", y habitualmente venciendo en esa franja horaria. La tendencia nacional se invirtió y finalmente (1970) el programa fue sustituido por una tertulia vespertina dirigida al público adulto. Después de que la Comisión Federal de Comunicaciones (FCC) reclamase en 1975 más programas de entretenimiento educativo para niños, el show fue reconvertido en "Peppermint Place", un programa de corte magacín que se emitía en diferido durante media hora. El show continuó en ese formato durante otros 20 años, fue distribuido en más de 108 redes a lo largo del país y se mantuvo en antena hasta 1996.

### Otros trabajos en cine y televisión

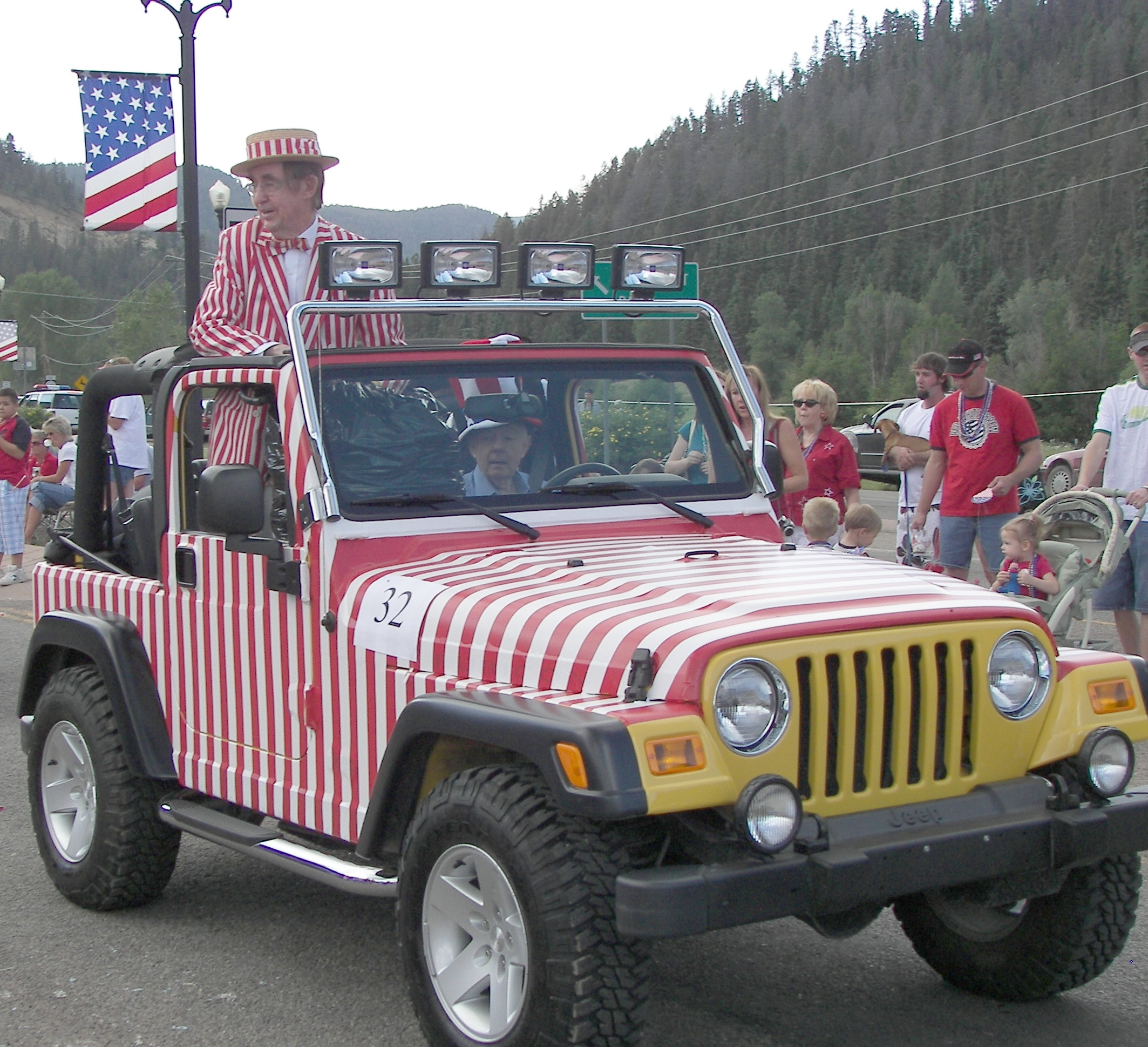
Haynes en el desfile del 4 de julio en Red River, Nuevo México.

La mayor parte de la carrera cinematográfica de Haynes se desarrolló en telefilmes, proyectos que solían arrancar desde su estado natal, Texas. Su primera aparición cinematográfica fue en el docudrama "Crisis at Central High" (1981), sobre la integración de la Central High School de Little Rock (Dallas). Apareció en muchas otras películas -mayormente inspiradas en hechos reales sucedidos en Texas-, como "Houston: The Legend of Texas (1986), A Killing in a Small Town (1990, también llamada Evidence of Love), Bonnie & Clyde: The True Story (1992), Texas Justice (1995), Don't Look Back (1996), o It's in the Water (1997).
Sus papeles principales incluyen el ayudante de policía Jack Driscoll, en Places in the Heart (1984), y el papel de Owen Bradley, el productor de Cline en la película Sweet Dreams (1985) basada en la vida de Patsy Cline. También tiene algún cameo ilustre en Robocop (1987) y Boys Don't Cry (1999).
Aparece igualmente -contando su testimonio o en material de archivo- en cuatro documentales sobre el asesinato de JFK: Rush to Judgement (1967); 11-22-63:The Day the Nation Cried (1989); Stalking the President: A History of American Assassins (1992) e Image of an Assessination: A New Look at the Zapruder Film (1998).
En 1996 se le concedió el Lone Star Film & Television Award (un premio concedido a nivel estatal) por los logros de toda su vida laboral. Es habitual que aparezca el 4 de julio en el desfile organizado en Red River, Nuevo México, a bordo de un jeep a franjas rojiblancas.

## Salud
A Haynes le diagnosticaron un Parkinson a principios de 2008, y poco después se le detectó una arritmia cardíaca que motivó la instalación de un marcapasos. Seriamente afectado, Haynes atravesó una fuerte depresión que casi lo llevó al suicidio, sabedor del proceso degenerativo que le aguardaba. Afortunadamente, tras su ingreso en el Parkland Memorial Hospital, al que accedió para superar su depresión, los doctores determinaron que la variedad de Parkinson que le aquejaba no era de las más graves.